# Holonuncia seriata
Holonuncia seriata is een hooiwagen uit de familie Triaenonychidae.